# 松山傑
松山傑（1989年9月8日—），是日本的棒球運動員之一，守備位置為投手，曾效力於日本職棒北海道日本火腿鬥士隊及橫濱灣星隊，但只有在2010年在橫濱灣星隊有過一軍出賽紀錄，後遭到釋出，目前為棒球挑戰聯盟海洋滋賀黑隊投手教練。

## 經歴
- 橫濱商科大學高等學校
- 日本職棒北海道日本火腿鬥士隊（2008年 - 2009年）
- 日本職棒橫濱灣星隊（2010年 - 2011年）
- 棒球挑戰聯盟石川百萬之星隊（2012年 - 2013年）
- 棒球挑戰聯盟海洋滋賀黑隊（2021年 - ）

## 職棒生涯成績
| 年度 | 球隊     | 出賽 | 先發 | 勝投 | 敗投 | 中繼 | 救援 | 完投 | 完封 | 三振 | 四壞 | 責失 | 投球局數 | 自責分率 | 被上壘率 |
| ---- | -------- | ---- | ---- | ---- | ---- | ---- | ---- | ---- | ---- | ---- | ---- | ---- | -------- | -------- | -------- |
| 2010 | 橫濱灣星 | 5    | 0    | 0    | 0    | 0    | 0    | 0    | 0    | 1    | 4    | 4    | 4.0      | 9.00     | 2.00     |
| 合計 | 1年      | 5    | 0    | 0    | 0    | 0    | 0    | 0    | 0    | 1    | 4    | 4    | 4.0      | 9.00     | 2.00     |

## 特殊事蹟
- 2010年8月14日，對讀賣巨人隊於8局下登板投1局無失分，為職棒生涯初登板。
- 2010年8月22日，對廣島東洋鯉魚隊於8局下對嶋重宣投出三振，為職棒生涯首次三振。

## 外部連結
- 松山傑在日本職棒官網（英语）
- 松山傑在Baseball-Reference.com（小聯盟以及海外聯盟）（英语）
- 松山傑在The Baseball Cube（英语）